# عبد الحميد بوتفنوشت
عبد الحميد بوتفنوشت (بالفرنسية: Abdel Amid Boutefnouchet)‏ (مواليد 15 يناير 1932) هو ملاكم فرنسي، مثّل بلاده في الألعاب الأولمبية الصيفية 1952.

## روابط خارجية
عبد الحميد بوتفنوشت على موقع أوليمبيديا (الإنجليزية)